# Rhyacophila carolina
Rhyacophila carolina är en nattsländeart som beskrevs av Banks 1911. Rhyacophila carolina ingår i släktet Rhyacophila och familjen rovnattsländor. Inga underarter finns listade i Catalogue of Life.